# 石門駅 (北京市)
座標: 北緯40度7分43.70秒 東経116度38分05.33秒 / 北緯40.1288056度 東経116.6348139度
石門駅（せきもんえき）とは中華人民共和国北京市順義区に位置する北京地下鉄15号線の駅である。

## 沿革
- 2011年9月22日 - 直径400mmの地下水道管が破断し、施工中のプラットホームと一部の機械が水没した。けが人はなかった[3]。
- 2011年12月31日 - 開業。

## 駅構造

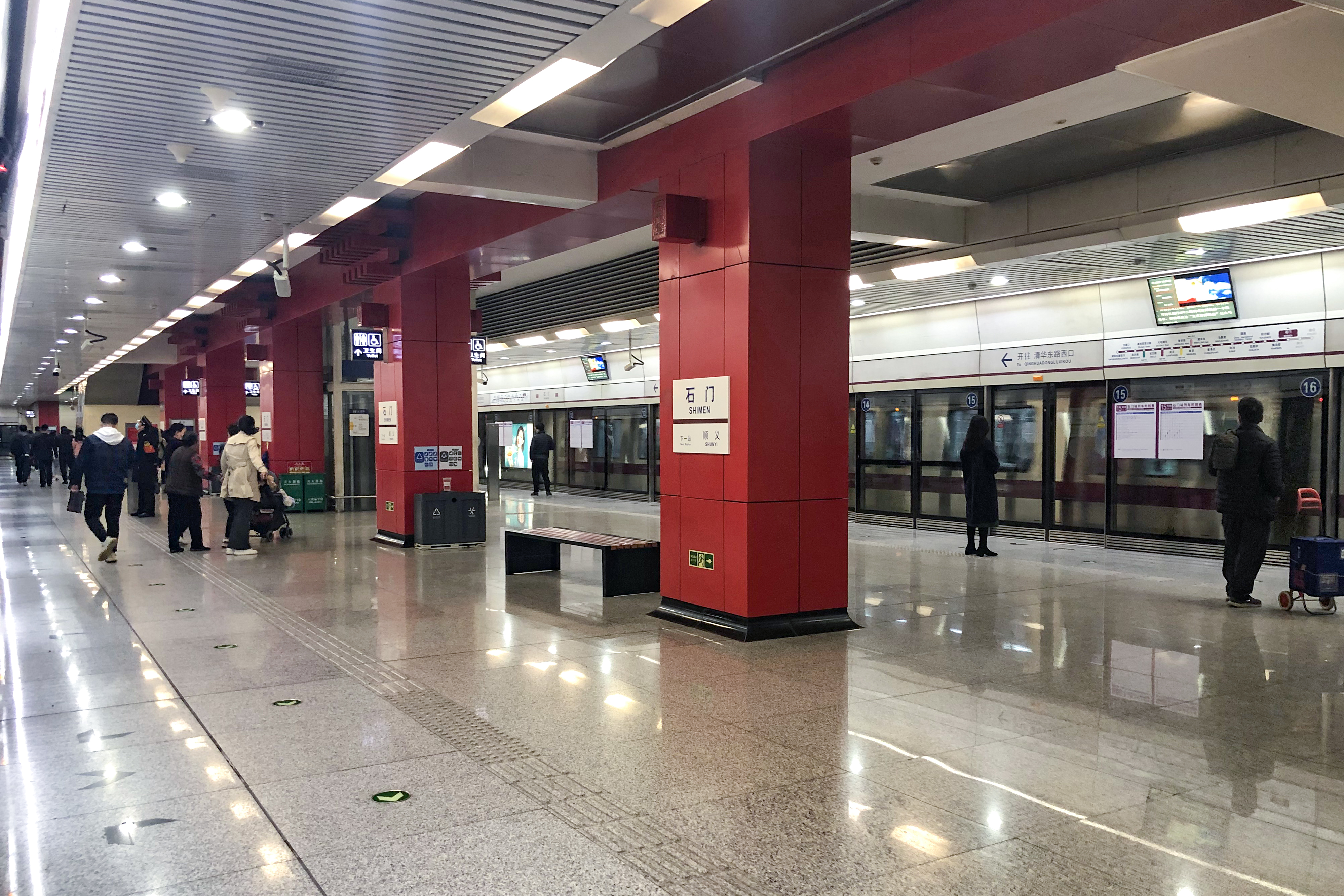
ホーム

島式ホーム1面2線を有する地下駅である。中国紅を基調としている。

## 駅周辺
- CR京承線順義駅（中国語版） - 隣駅の同名駅より当駅からの方が近い
- 新世界百貨

## 隣の駅
北京地下鉄
■15号線
南法信駅 - 石門駅 - 順義駅